# بيجارية كوبية
بيجارية كوبية (الاسم العلمي:Bejaria cubensis) هي نوع من النباتات يتبع جنس البيجارية من الفصيلة الخلنجية.